# Maurus Wolter

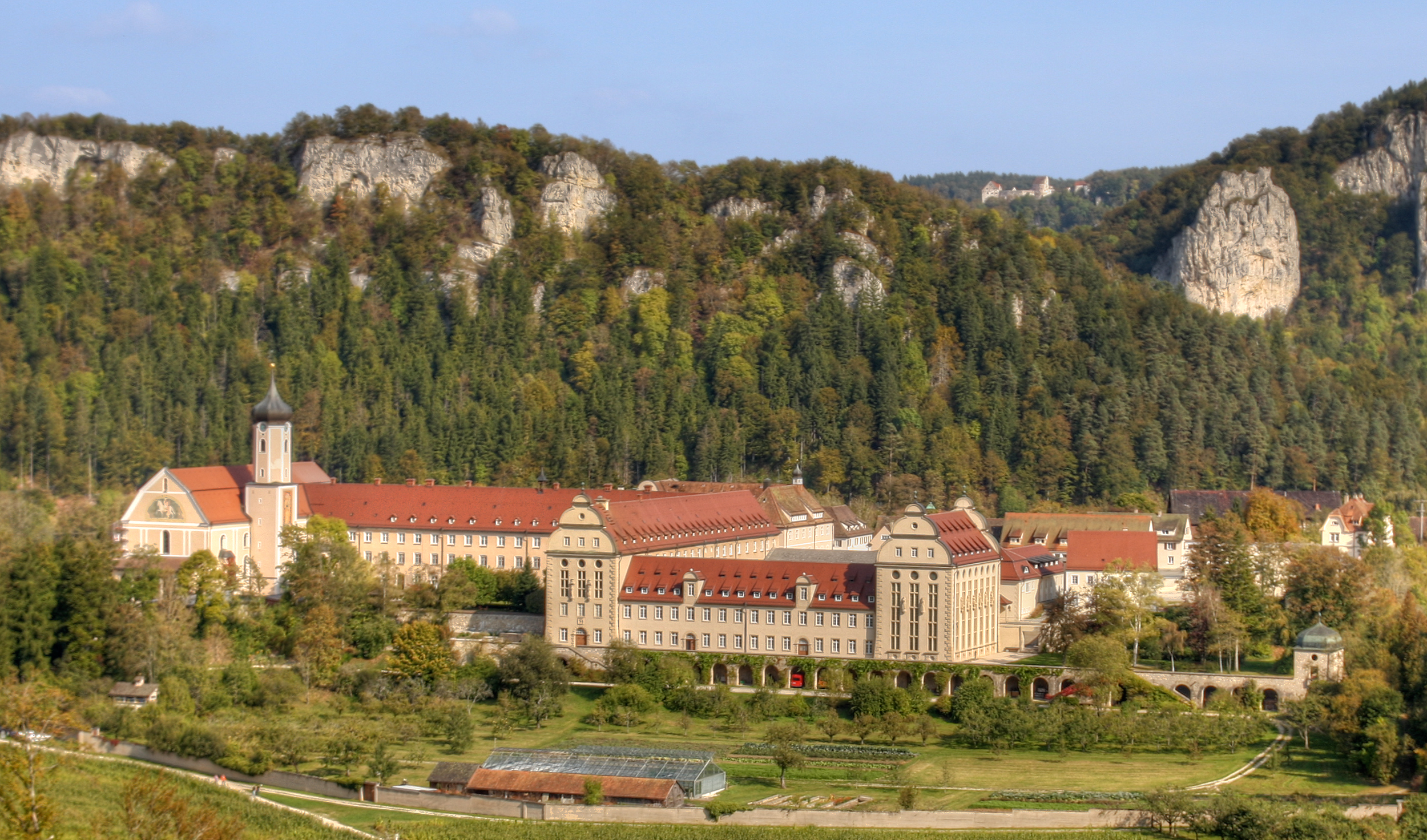
Fotografía de la arquiabadía de Beuron, fundada por Maurus junto con su hermano.

Maurus Wolter, cuyo nombre de nacimiento era Rudolf Wolter (Bonn, 4 de junio de 1825-Beuron, 8 de julio de 1890), fue el primer abad de la arquiabadía benedictina de Beuron, que fundó, junto con su hermano Placidus, en 1863.
Wolter implementó su visión de la vida litúrgica haciendo especial hincapié en la necesidad de recurrir a las fuentes tradicionales de la tradición monástica. Revivió, de hecho, la forma tradicional de interpretar el salterio y lo usó para amaestrar a sus novicios. Asimismo, fue uno de los fundadores de la Escuela de Arte de Beuron.